# Andrij Kljujew

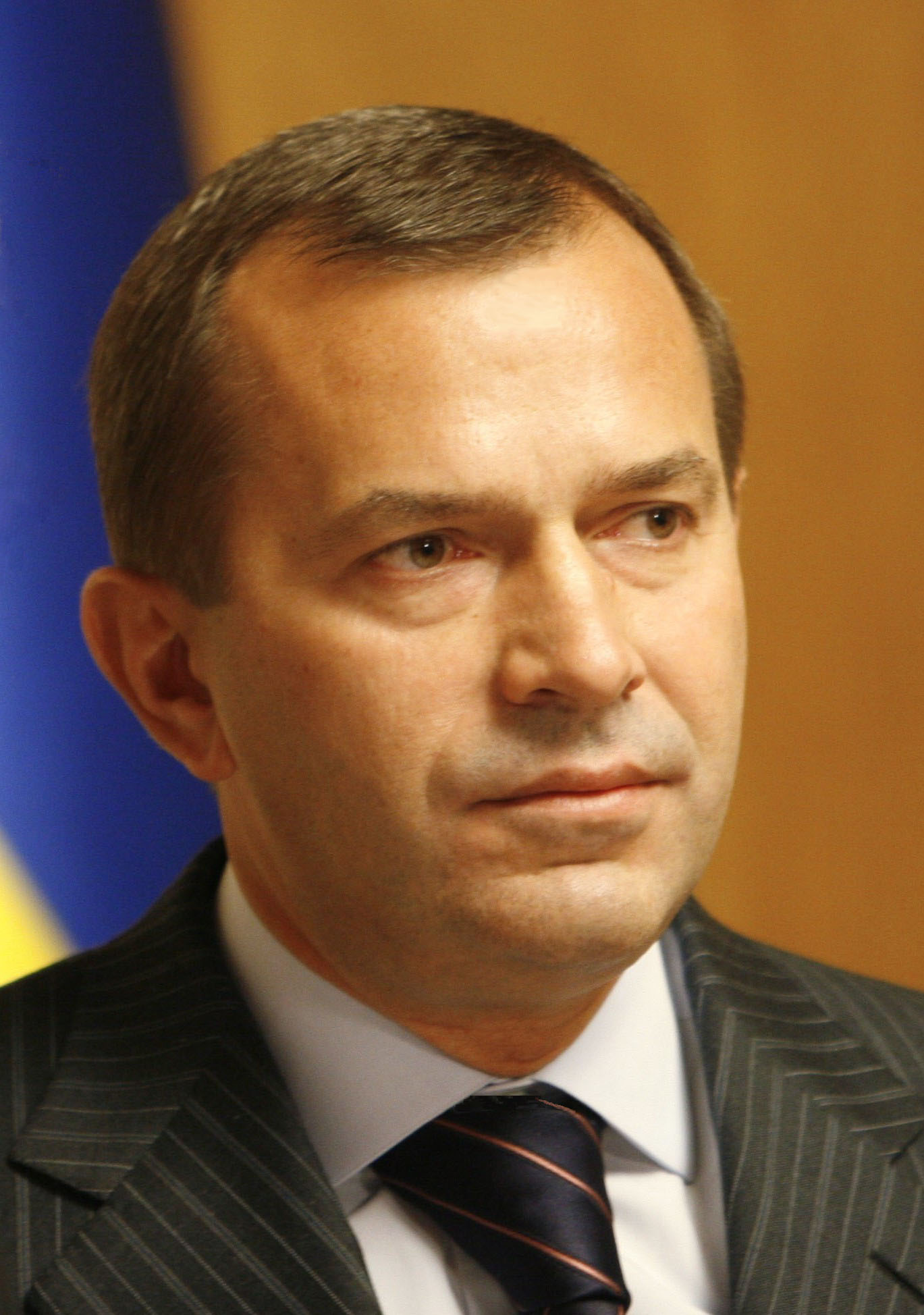
Andrij Kljujew (2010)

Andrij Petrowytsch Kljujew (ukrainisch Андрій Петрович Клюєв; * 12. August 1964 in Donezk) ist ein ukrainischer Politiker. Vom 11. März 2010 bis zum 14. Februar 2012 war er Erster Stellvertretender Ministerpräsident der Ukraine im Kabinett von Mykola Asarow. Von Februar 2012 bis Januar 2014 war er Sekretär des Nationalen Sicherheits- und Verteidigungsrates der Ukraine. Vom 23. Januar 2014 bis 22. Februar 2014 war er Leiter der Präsidialverwaltung der Ukraine. 

## Leben
Kljujew absolvierte an der Nationalen Technischen Universität Donezk ein Studium zum Bergbauingenieur. Seit 1991 war er in leitenden Positionen in verschiedenen Industrieunternehmen im Raum Donezk tätig. Im Jahr 1996 wurde er stellvertretender Chef der Stadtverwaltung von Donezk und im Jahr 1998 stellvertretender Vorsitzender der Verwaltung der Oblast Donezk unter dem damaligen Gouverneur Wiktor Janukowytsch.
Bei den Parlamentswahlen 2002,  2006 und 2007 wurde er für die Partei der Regionen in die Werchowna Rada gewählt, seit dem Jahr 2001 ist Kljujew Mitglied des Präsidiums dieser Partei.
Vom 10. Dezember 2003 bis zum 29. Dezember 2004 war er erstmals Stellvertretender Ministerpräsident der Ukraine im Kabinett von Janukowytsch und in dieser Position auch für den Energiesektor des Landes verantwortlich.
Während der Präsidentschaftswahl von 2004 war Kljujew stellvertretender Leiter des Wahlkampfstabs von Janukowytsch. Ihm wurde während der Orangen Revolution wiederholt vorgeworfen, an der Manipulation der Wahlergebnisse beteiligt gewesen zu sein, wobei es nie zu einer gerichtlichen Verurteilung kam.
Von August 2006 bis zum Dezember 2007 war er erneut Stellvertretender Ministerpräsident in der Regierung von Wiktor Janukowytsch. 
Kljujew galt als ein enger Vertrauter von Janukowytsch und wurde nach dessen Wahlsieg bei der Präsidentschaftswahl 2010 zum Ersten Stellvertretenden Ministerpräsidenten und zum Minister für Wirtschaftsentwicklung und Handel ernannt. Im Februar 2012 wurde er von diesen Ämtern entbunden und zum Sekretär des Nationalen Sicherheits- und Verteidigungsrates ernannt. Am 23. Januar 2014 ernannte Janukowytsch Kljujew zum neuen Leiter der Präsidialverwaltung. Im Rahmen der Berichterstattung über den Euromaidan wurde er in einigen Medien wiederholt als Hardliner bezeichnet. Nach dem Sturz von Janukowytsch wurden Andrij Kljujew und sein Bruder Serhij international zur Fahndung ausgeschrieben, sein Aufenthaltsort war zunächst unbekannt. Die Konten der Kljujew-Brüder in der Schweiz und in Österreich wurden gesperrt. Nach Berichten von ukrainischen Medien hält sich Andrij Kljujew seit Ende Februar 2014 in Russland auf.
Im März 2019 strich die Europäische Union einige ehemalige ukrainische Staatsmänner, darunter Kljujew, wegen mangelnder Beweise von ihrer Sanktionsliste, auf die sie im Zusammenhang mit der völkerrechtswidrigen Annexion der Krim durch Russland im März 2014 gesetzt worden waren.
Andrij Kljujew ist verheiratet und hat drei Söhne. Zusammen mit seinem jüngeren Bruder, dem Unternehmer und Politiker Serhij Kljujew, zählte ihn das ukrainische Magazin Fokus im Jahr 2010 zu den reichsten Männern der Ukraine.